# Vicenç de Montes
Vicenç del Bierzo o de Montes (Regne de Lleó?, segona meitat del segle IX - San Pedro de Montes, post. 919), va ésser un monjo benedictí, abat del monestir de monestir de San Pedro de los Montes, prop de Ponferrada, a la comarca d'El Bierzo. Monjo benedictí, en 908 va succeir sant Gennadi d'Astorga com a abat de San Pedro de Montes, treballant activament en la seva reconstrucció i acabant les grans reformes i es consagrà l'església. Probablement era un dels companys que van arribar a Montes en 895, procedents del monestir Ageum d'Ayoó de Vidriales (província de Zamora). San Pedro de Montes estava llavors en ruïnes i la comunitat s'ocupà de restaurar-lo, adoptant la Regla de Sant Benet. Per la santedat de la seva vida, va ésser enterrat a l'església del monestir de Montes.